# Anastasiia Porshneva
Anastasiia Ilyichna Porshneva (en russe : Анастасия Ильинична Поршнева), née Morozova le 31 juillet 1994 à Norilsk, est une biathlète russe.

## Biographie
Elle fait ses débuts internationaux dans l'IBU Cup, en janvier 2018, à Osrblie, où elle est seizième. En IBU Cup 2018-2019, elle commence directement par deux podiums à Idre, puis sort triple vainqueur à Racines, sur le sprint, la poursuite et le relais mixte.
Elle fait ses débuts immédiatement après en Coupe du monde à Nové Město na Moravě. Sur sa deuxième étape de Coupe du monde à Ruhpolding en janvier 2019, elle marque ses premiers points avec une 32e place sur le sprint.
En mai 2019, elle se marie avec le biathlète Nikita Porshnev. Elle porte le nom d'Anastasiia Porshneva désormais. En 2019-2020, elle remporte deux nouvelles courses dans l'IBU Cup et s'empare du troisième rang du classement général, tandis que dans la Coupe du monde, son meilleur résultat est 29e à Oberhof.

## Palmarès

### Coupe du monde
- Meilleur classement général : 81e en 2020.
- Meilleur résultat individuel : 29e.

#### Différents classements en Coupe du monde
| Année     | Classement général final | Sprint | Poursuite | Individuel | Mass start |
| 2018-2019 | 88e                      | 80e    | -         | -          | -          |
| 2019-2020 | 81e                      | 74e    | -         | -          | -          |

### IBU Cup
- 3e du classement général en 2020.
- 8 podiums individuels, dont 3 victoires.
- 1 victoire en relais mixte.